# Međunarodni dan biološke raznolikosti
Međunarodni dan biološke raznolikosti proglasili su Ujedinjeni narodi 1993. godine, kako bi ukazali na veliku ulogu koju biološka raznolikost ima u održivom razvoju.
Obilježava se svake godine 22. svibnja kao spomen na 22. svibnja 1992., datum usvajanja teksta Konvencije o biološkoj raznolikosti.
Republika Hrvatska pridružila se svijetu u nastojanjima za očuvanje biološke raznolikosti i unapređenje zaštite prirode, a Hrvatski sabor je, donošenjem Zakona o zaštiti prirode, odredio da se 22. svibnja na Međunarodni dan biološke raznolikosti obilježava i Dan zaštite prirode u Hrvatskoj.
U Danu zaštite prirode organiziraju se odgojne, obrazovne, rekreativne, stručne i druge aktivnosti kojima se na primjeren način potiče i promiče zaštita prirode, a Ministarstvo kulture tradicionalno dodjeljuje nagrade na području zaštite prirode.

## Vanjske poveznice
- Službene stranice Konvencije